# بلاتنسکی ورچ
بلاتنسکی ورچ (به لاتین: Blatenský vrch) یک کوه در جمهوری چک است که در پوتوتشکی واقع شده‌است.